# Анна Сорокіна
Анна Вадимівна Сорокіна (нар. 23 січня 1991 року в Домодєдово, Московська область) — шахрайка російського походження з німецьким громадянством, також відома під вигаданим нею псевдонімом як Анна Делві (Anna Delvey). У 2013—2017 роках у Нью-Йорку під цим ім'ям видавала себе за багату спадкоємицю німецького магната. У 2017 році її заарештували за шахрайство або навмисний обман великих фінансових установ, банків, готелів і багатих знайомих у США на загальну суму 275 000 доларів. У 2019 році суд штату Нью-Йорк визнав Анну Сорокіну винною у спробі розкрадання в особливо великих розмірах, крадіжці другого ступеня та розкраданні послуг і засудив до 4-12 років позбавлення волі.

## Біографія

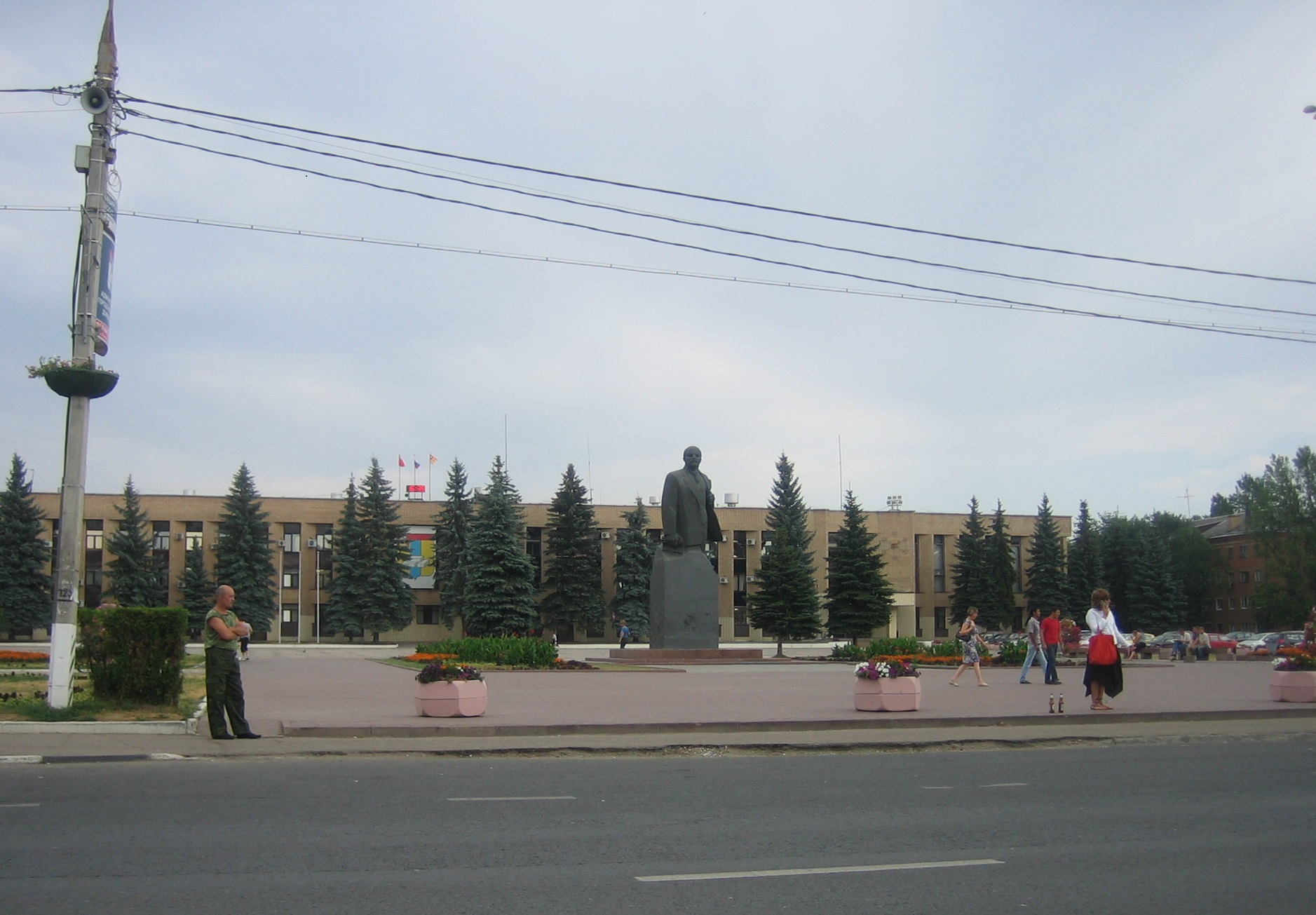
м. Домодєдово, де Сорокіна жила до 16 років

Народилася 1991 року та виросла в Домодєдово Московської області. 2007 року батьки відвезли її 16-річну з молодшим братом до Німеччини. Батько Сорокіної працював у Німеччині водієм-далекобійником і займався дрібним ремонтом побутової техніки. У 2012 році 21-річна Сорокіна закінчила католицьку гімназію в містечку Ешвайлер за 60 км від Кельна. Однокласники згадують, що Анна дуже цікавилася одягом дорогих брендів, а німецька давалася їй важко. Делві і зараз говорить нею погано, а англійською говорить з невизначеним європейським акцентом.  Після закінчення гімназії Сорокіна переїхала до Лондона, де її було прийнято до коледжу Святого Мартіна. Але до навчання вона не приступила, а повернулася до Німеччини, де деякий час попрацювала у PR-агенції. У тому ж році вона перебралася до Парижу, де влаштувалася практиканткою у часописі моди Purple. 
З цього часу вона почала під псевдонімом Anna Delvey видавати себе донькою мільйонера та мистецького мецената або дипломата.
У середині 2013 року Сорокіна приїхала до США, щоб відвідати Нью-Йоркський тиждень моди. Згодом зрозуміла, що в Нью-Йорку легше знайомитися із заможними людьми з ділових та світських кіл, представляючись спадкоємицею мільярдного статку.

## Покарання

### Арешт
У 2017 році Сорокіна була заарештована за шістьма звинуваченнями в крадіжці послуг. Постраждалими стали її заможні нью-йоркські ділові знайомі та кілька готелів. За даними прокуратури Манхеттенського округу, сума крадіжки становила близько 275 тис. доларів. Спочатку Сорокіна здійснила три незаконні отримання послуг: проживання в готелях Beekman та W Downtown, а також харчування в готелі Parker Méridien у Нью-Йорку.

### Суд та тюремний термін
25 квітня 2019 року після дводенного обговорення присяжні визнали Сорокіну винною за вісьмома пунктами обвинувачення, включаючи розкрадання в особливо великих розмірах другого ступеня, замах на розкрадання в особливо великих розмірах, а також крадіжку послуг. 9 травня 2019 року Сорокіна засуджена до тюремного ув'язнення на строк від 4 до 12 років, оштрафована на 24 000 доларів і на неї було покладено обов'язок виплатити потерпілим реституцію в розмірі близько 199 000 доларів.
Відбувала термін ув'язнення в м. Олбані. 12 лютого 2021 року вийшла на волю після слухання справи про дострокове звільнення. На рішення комісії, можливо, вплинула характеристика Сорокіної, як людини, яка під час ув'язнення зразково себе поводила та брала участь у тюремних програмах. Також цьому сприяло визнання Анною своєї провини та виплата потерпілим реституції з гонорару 300 тис. дол. від компанії Netflix за використання своєї історії.

### Депортація
Через шість тижнів після умовно-дострокового звільнення, 25 березня 2021 року Сорокіну знову взяла під варту міграційна та митна правоохоронна служба США за прострочення терміну перебування без візи. Анна утримується у в'язниці штату Нью-Джерсі очікуючи депортації до Німеччини, яку вона юридично оскаржує.

## У культурі
Сорокіна стала персонажем телесеріалу «Вигадана Анна», який вийшов 11 лютого 2022 року на стрімінговому сервісі Netflix. Права на екранізацію історії Сорокіної належать Шонді Раймс.
На думку критиків, при всіх своїх недоліках «Вигадана Анна» має всі шанси на те, щоб стати новим хітом Netflix.